# Murias de Rechivaldo
Murias de Rechivaldo ist eine kleine Ortschaft am Jakobsweg in der Provinz León der Autonomen Gemeinschaft Kastilien-León, administrativ ist er von Astorga abhängig. Seine Existenz reicht mindestens bis ins 14. Jahrhundert zurück, als es Teil des Lehens des Markgrafen von Astorga war. Wie andere Städte in der Gegend war es ein Bezirk der aufgelösten Gemeinde Castrillo de los Polvazares, die heute von der Gemeinde Astorga übernommen wurden.